# Ib Nørlund
Jørgen Ib Nørlund (født 29. august 1917 i København, død 14. juni 1989) var en dansk kommunistisk politiker og modstandsmand.

## Liv og karriere
Ib Nørlund var søn af Nationalmuseets direktør Poul Nørlund, bror til Niels Nørlund og nevø til Niels Bohr. Han blev student fra Skt. Jørgens Gymnasium og uddannet cand.mag. og mag.scient. i matematik og teoretisk fysik fra Københavns Universitet i 1940.
Det var gennem socialdemokraten Hartvig Frisch, der kom i Nørlunds forældrenes hjem, at han for første gang stiftede bekendtskab med Sovjetunionen og socialismen. Han blev medlem af Danmarks Kommunistiske Ungdom i 1934 og blev sekretær i det antifascistiske ungdomssamarbejde Ungdomsfronten mod Krig og Fascisme. Året efter blev han medlem af Danmarks Kommunistiske Parti, hvor han også blev sekretær. Under studietiden var han aktiv i Kommunistisk Studenterfraktion. Han blev medlem af partiets centralkomité i 1938, og blev midlertidig formand for partiet fra 1941 efter at Aksel Larsen var blevet taget til fange af det tyske sikkerhedspoliti Gestapo.
Under 2. verdenskrig var Nørlund aktiv i modstandsbevægelsen, hvor det særligt var den illegale presse han arbejdede med, men han blev arresteret af Gestapo i 1942 på Fredericia banegård. Det lykkedes ham at flygte fra Horserødlejren. I de følgende år arbejdede han under jorden med dæknavnet Laurits og Arthur Christensen. Fra foråret 1944 var han DKP's repræsentant i Syd- og Sønderjylland, hvor hans opgave var at rejse rundt og oprette modstandsgrupper. Gestapo fangede ham igen i 1945 – og han blev først løsladt ved befrielsen.
Nørlund var folketingsmedlem fra 1945 til 1947, og blev partisekretær. I 1954 blev han redaktør af partiets tidsskrift Tiden. Nørlund blev betragtet som partiets chefideolog og stod for en absolut Sovjettro linje. Han var medlem af Folketinget igen mellem 1973-1979.
Nørlund var en af stifterne bag Folkebevægelsen mod EF.
I 1968 skrev Nørlund 'Det kommunistiske synspunkt' hvor Hans Scherfig skrev forordet til, heri konkluderede Scherfig at "kommunismen betyder fællesskab".
Nørlund var gift med Inga F. Hertz, Tove Mikkelsen, Erna Videbæk og Gertrud Stjernholm Nielsen.
Ib Nørlund er begravet på Vestre Kirkegård.